# 3. Fußball-Liga 2013/14

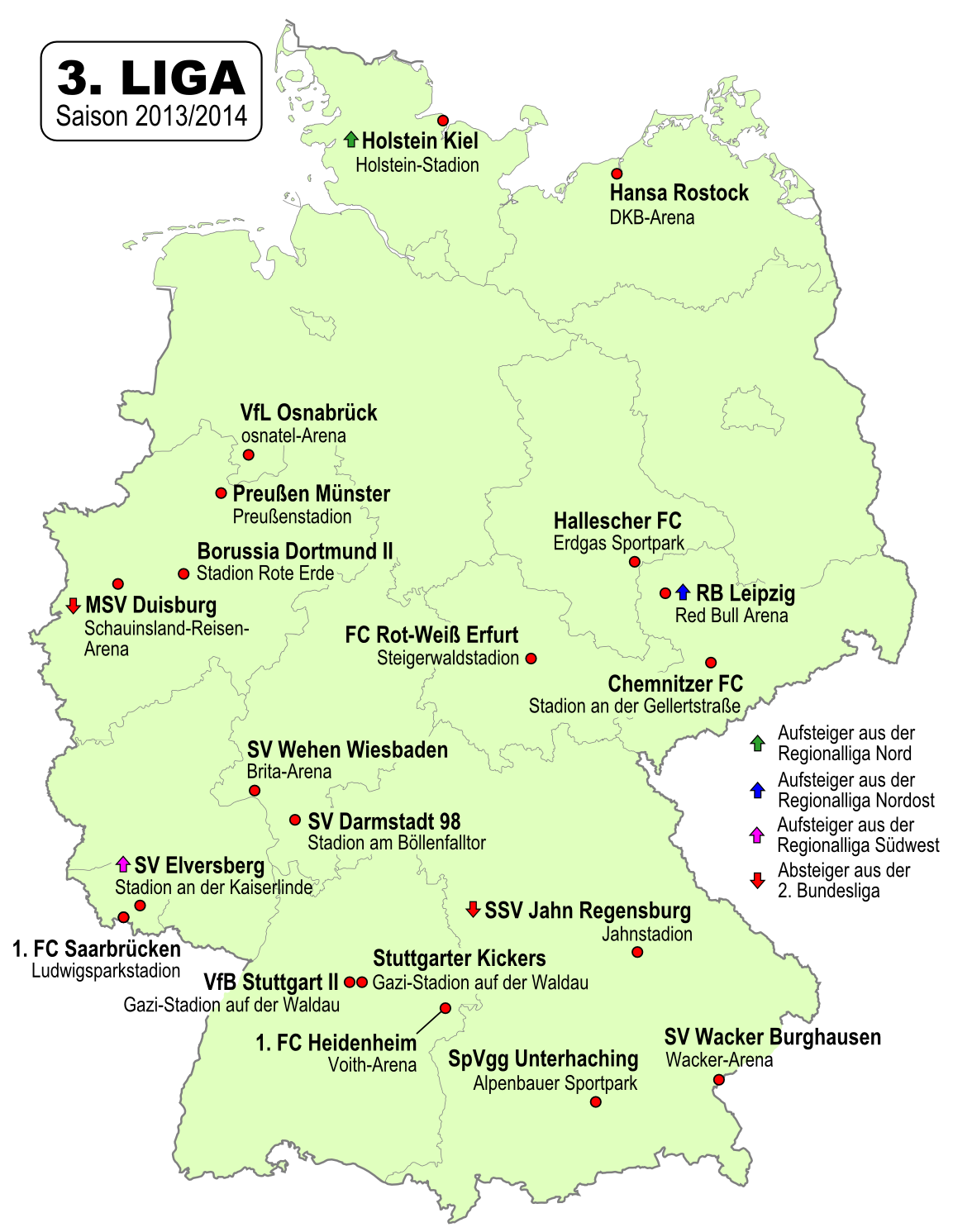
Vereine der 3. Liga 2013/14

Die Saison 2013/14 der 3. Fußball-Liga war die sechste Spielzeit der eingleisigen dritthöchsten deutschen Spielklasse im Männerfußball. Die Saison begann am 19. Juli 2013 und endete am 10. Mai 2014.

## Vor der Saison
Im Gegensatz zu den sportlichen Ergebnissen der Vorsaison kam es zu zwei Änderungen in der Zusammensetzung der 3. Liga in der aktuellen Saison: Dem MSV Duisburg wurde die Lizenz für die 2. Bundesliga, in der der Verein im Frühjahr 2014 Platz 11 erreicht hatte, aus wirtschaftlichen Gründen nicht erteilt. Der sportliche Absteiger SV Sandhausen blieb dadurch zweitklassig. Außerdem nahm der SV Darmstadt 98, als Achtzehnter der vorigen Drittligasaison sportlich abgestiegen, den Platz des Fünfzehnten Kickers Offenbach ein, der zuvor vom DFB-Lizenzierungsausschuss keine Lizenz erhielt.

## Saisonverlauf
Im Verlauf der Rückrunde setzte sich ein Trio, bestehend aus dem 1. FC Heidenheim, dem Aufsteiger RB Leipzig und dem eigentlich in der Vorsaison abgestiegenen SV Darmstadt 98, von den übrigen Mannschaften ab und machte ab dem 35. Spieltag die ersten drei Plätze unter sich aus. Heidenheim sicherte sich an diesem Spieltag den erstmaligen Aufstieg in die 2. Bundesliga und beendete die Saison schließlich als Meister. Am vorletzten Spieltag finalisierte auch das erst 2009 gegründete RB Leipzig den direkten Aufstieg und schaffte damit innerhalb eines Jahres den Durchmarsch von der Regionalliga in die 2. Bundesliga. Der SV Darmstadt 98 qualifizierte sich als Tabellendritter für die Relegationsspiele zur 2. Bundesliga, in denen man sich gegen Arminia Bielefeld durchsetzen und den Aufstieg perfekt machen konnte. Außerdem stellte der Verein mit Dominik Stroh-Engel, der mit 27 Saisontreffern einen neuen Drittligarekord aufstellte, den Torschützenkönig.
Nach 36 Spieltagen standen mit dem 1. FC Saarbrücken und Wacker Burghausen die ersten beiden Absteiger fest. Außerdem stieg der Liganeuling SV Elversberg direkt wieder ab.

## Auf- und Abstiegsregelung
Die ersten beiden Mannschaften stiegen direkt auf; der Tabellendritte musste in der Relegation gegen den Drittletzten der 2. Bundesliga in zwei Entscheidungsspielen um den Aufstieg spielen. Die drei letztplatzierten Vereine stiegen in die viertklassige Regionalliga ab. Die vier besten Mannschaften der Liga qualifizierten sich für den DFB-Pokal.

## Statistiken

### Abschlusstabelle
| Pl. | Verein                   | Sp. | S  | U  | N  | Tore    | Diff. | Punkte | Anm.     |
| --- | ------------------------ | --- | -- | -- | -- | ------- | ----- | ------ | -------- |
| 1.  | 1. FC Heidenheim         | 38  | 23 | 10 | 5  | 059:250 | +34   | 79     | ▲ / P    |
| 2.  | RB Leipzig (N)           | 38  | 24 | 7  | 7  | 065:340 | +31   | 79     | ▲ / P    |
| 3.  | SV Darmstadt 98          | 38  | 21 | 9  | 8  | 058:290 | +29   | 72     | ( ▲) / P |
| 4.  | SV Wehen Wiesbaden       | 38  | 15 | 11 | 12 | 043:440 | −1    | 56     | P        |
| 5.  | VfL Osnabrück (R)        | 38  | 15 | 10 | 13 | 050:390 | +11   | 55     |          |
| 6.  | Preußen Münster          | 38  | 13 | 14 | 11 | 055:500 | +5    | 53     |          |
| 7.  | MSV Duisburg (A)         | 38  | 13 | 13 | 12 | 043:430 | ±0    | 52     |          |
| 8.  | Stuttgarter Kickers      | 38  | 13 | 12 | 13 | 045:460 | −1    | 51     |          |
| 9.  | Hallescher FC            | 38  | 14 | 9  | 15 | 050:550 | −5    | 51     |          |
| 10. | FC Rot-Weiß Erfurt       | 38  | 14 | 8  | 16 | 053:490 | +4    | 50     |          |
| 11. | SSV Jahn Regensburg (A)  | 38  | 12 | 13 | 13 | 051:510 | ±0    | 49     |          |
| 12. | Chemnitzer FC            | 38  | 12 | 13 | 13 | 043:460 | −3    | 49     |          |
| 13. | Hansa Rostock            | 38  | 13 | 10 | 15 | 045:550 | −10   | 49     |          |
| 14. | Borussia Dortmund II U23 | 38  | 12 | 10 | 16 | 047:550 | −8    | 46     |          |
| 15. | VfB Stuttgart II U23     | 38  | 12 | 10 | 16 | 045:540 | −9    | 46     |          |
| 16. | Holstein Kiel (N)        | 38  | 10 | 15 | 13 | 042:380 | +4    | 45     |          |
| 17. | SpVgg Unterhaching       | 38  | 11 | 10 | 17 | 050:650 | −15   | 43     |          |
| 18. | SV Elversberg (N)        | 38  | 10 | 10 | 18 | 032:540 | −22   | 40     | ▼        |
| 19. | Wacker Burghausen        | 38  | 9  | 10 | 19 | 039:580 | −19   | 37     | ▼        |
| 20. | 1. FC Saarbrücken        | 38  | 8  | 8  | 22 | 038:630 | −25   | 32     | ▼        |

| Zum Saisonende 2012/13: |                                                                             |
| (A)                     | Absteiger aus der 2. Bundesliga                                             |
| (R)                     | Verlierer der Relegation zur 2. Bundesliga 2012/13                          |
| (N)                     | Neuzugang, Aufsteiger aus der Regionalliga                                  |
| Zum Saisonende 2013/14: |                                                                             |
| ▲                       | Aufstieg in die 2. Bundesliga 2014/15                                       |
| ( ▲)                    | Teilnahme an den Relegationsspielen gegen den 16. der 2. Bundesliga 2013/14 |
| P                       | Teilnahme am DFB-Pokal 2014/15                                              |
| ▼                       | Abstieg in die Regionalligen 2014/15                                        |

### Kreuztabelle
Die Kreuztabelle stellt die Ergebnisse aller Spiele dieser Saison dar. Die Heimmannschaft ist in der linken Spalte, die Gastmannschaft in der oberen Zeile aufgelistet.
| 2013/14              | SSV Jahn Regensburg | MSV Duisburg | VfL Osnabrück | Preußen Münster | 1. FC Heidenheim | Chemnitzer FC | Wacker Burghausen | SV Wehen Wiesbaden | SpVgg Unterhaching | Hallescher FC | 1. FC Saarbrücken | FC Hansa Rostock | FC Rot-Weiß Erfurt | VfB Stuttgart II | Borussia Dortmund II | Stuttgarter Kickers | SV Darmstadt 98 | Holstein Kiel | RB Leipzig | SV Elversberg |
| -------------------- | ------------------- | ------------ | ------------- | --------------- | ---------------- | ------------- | ----------------- | ------------------ | ------------------ | ------------- | ----------------- | ---------------- | ------------------ | ---------------- | -------------------- | ------------------- | --------------- | ------------- | ---------- | ------------- |
| SSV Jahn Regensburg  |                     | 1:1          | 0:0           | 2:0             | 0:0              | 3:5           | 1:1               | 3:0                | 0:0                | 2:4           | 2:0               | 1:1              | 3:1                | 2:0              | 2:1                  | 0:1                 | 2:0             | 1:0           | 0:3        | 0:0           |
| MSV Duisburg         | 2:1                 |              | 1:0           | 0:1             | 0:1              | 1:1           | 1:1               | 0:0                | 3:0                | 1:3           | 3:3               | 2:0              | 3:2                | 0:0              | 1:2                  | 1:1                 | 0:4             | 1:1           | 2:1        | 3:0           |
| VfL Osnabrück        | 1:0                 | 0:1          |               | 1:1             | 1:0              | 0:2           | 2:1               | 1:0                | 3:1                | 3:0           | 4:1               | 1:2              | 1:1                | 3:0              | 1:0                  | 2:2                 | 1:1             | 4:0           | 3:2        | 0:1           |
| Preußen Münster      | 0:0                 | 2:1          | 1:1           |                 | 2:0              | 3:1           | 3:0               | 0:1                | 2:3                | 2:3           | 2:0               | 1:2              | 3:3                | 1:3              | 4:0                  | 1:0                 | 0:2             | 0:3           | 0:0        | 2:1           |
| 1. FC Heidenheim     | 2:2                 | 2:2          | 2:0           | 2:1             |                  | 3:0           | 1:0               | 0:0                | 2:0                | 0:0           | 2:1               | 2:0              | 2:1                | 0:1              | 4:0                  | 2:0                 | 1:1             | 3:0           | 0:2        | 1:0           |
| Chemnitzer FC        | 0:3                 | 0:0          | 0:3           | 0:4             | 0:2              |               | 1:0               | 1:2                | 0:0                | 1:1           | 2:0               | 1:1              | 4:0                | 0:0              | 2:0                  | 1:0                 | 1:1             | 2:1           | 3:1        | 2:0           |
| Wacker Burghausen    | 2:2                 | 0:2          | 1:4           | 2:4             | 2:2              | 1:0           |                   | 1:3                | 1:0                | 1:0           | 1:2               | 0:1              | 1:1                | 2:2              | 0:0                  | 2:0                 | 2:1             | 1:0           | 1:2        | 0:1           |
| SV Wehen Wiesbaden   | 1:1                 | 2:0          | 1:0           | 1:1             | 0:1              | 1:0           | 2:1               |                    | 0:2                | 0:3           | 1:0               | 1:3              | 1:1                | 1:1              | 1:1                  | 4:0                 | 0:1             | 1:1           | 2:1        | 3:0           |
| SpVgg Unterhaching   | 0:4                 | 4:1          | 3:0           | 1:2             | 0:3              | 1:1           | 1:3               | 1:1                |                    | 0:0           | 3:1               | 1:3              | 2:1                | 4:0              | 2:1                  | 2:2                 | 2:4             | 0:0           | 1:1        | 2:0           |
| Hallescher FC        | 4:1                 | 1:1          | 2:0           | 0:0             | 0:1              | 2:1           | 2:4               | 1:2                | 4:2                |               | 1:1               | 4:3              | 0:2                | 3:2              | 0:0                  | 1:1                 | 1:0             | 1:0           | 0:1        | 2:0           |
| 1. FC Saarbrücken    | 3:2                 | 0:2          | 0:0           | 2:2             | 2:3              | 1:1           | 1:1               | 1:2                | 1:0                | 3:0           |                   | 2:0              | 0:1                | 0:1              | 0:1                  | 3:2                 | 0:1             | 1:2           | 2:3        | 2:0           |
| Hansa Rostock        | 4:2                 | 0:1          | 1:1           | 2:4             | 0:1              | 1:2           | 1:1               | 1:1                | 0:1                | 2:1           | 0:0               |                  | 1:0                | 3:1              | 1:2                  | 2:2                 | 0:1             | 0:0           | 0:1        | 1:0           |
| FC Rot-Weiß Erfurt   | 2:3                 | 1:3          | 3:1           | 0:0             | 1:2              | 1:0           | 1:1               | 3:0                | 2:0                | 3:0           | 0:1               | 1:1              |                    | 4:2              | 3:1                  | 1:2                 | 3:0             | 0:0           | 0:2        | 2:0           |
| VfB Stuttgart II     | 1:1                 | 1:1          | 2:1           | 0:0             | 0:3              | 1:1           | 4:0               | 1:2                | 3:2                | 1:2           | 2:0               | 4:1              | 2:1                |                  | 1:2                  | 0:1                 | 1:1             | 1:1           | 0:2        | 2:1           |
| Borussia Dortmund II | 1:2                 | 2:0          | 1:2           | 1:1             | 0:3              | 3:0           | 3:1               | 1:4                | 4:2                | 4:0           | 1:1               | 0:1              | 0:3                | 1:0              |                      | 1:1                 | 1:1             | 1:1           | 3:3        | 3:0           |
| Stuttgarter Kickers  | 3:0                 | 2:0          | 1:0           | 1:1             | 3:3              | 0:3           | 3:1               | 2:0                | 2:3                | 1:0           | 1:0               | 2:0              | 0:1                | 0:2              | 3:0                  |                     | 0:0             | 1:1           | 1:3        | 2:1           |
| SV Darmstadt 98      | 2:1                 | 1:0          | 0:2           | 4:0             | 1:0              | 1:1           | 1:0               | 2:2                | 3:1                | 4:1           | 1:0               | 6:0              | 2:1                | 1:0              | 3:0                  | 1:0                 |                 | 1:3           | 0:1        | 0:0           |
| Holstein Kiel        | 0:0                 | 0:1          | 1:1           | 3:0             | 0:1              | 1:1           | 2:1               | 3:0                | 4:0                | 1:0           | 5:1               | 2:2              | 1:2                | 3:0              | 0:0                  | 0:0                 | 0:2             |               | 0:2        | 1:2           |
| RB Leipzig           | 2:0                 | 1:1          | 1:0           | 2:2             | 1:1              | 2:1           | 0:1               | 1:0                | 2:2                | 2:1           | 5:1               | 1:2              | 2:0                | 3:1              | 1:0                  | 2:1                 | 1:0             | 3:1           |            | 2:0           |
| SV Elversberg        | 3:1                 | 1:0          | 2:2           | 2:2             | 1:1              | 1:1           | 1:0               | 3:0                | 1:1                | 2:2           | 3:1               | 1:2              | 2:0                | 0:2              | 0:5                  | 1:1                 | 0:3             | 0:0           | 1:0        |               |

### Torschützenliste
| Pl.               | Nat.        | Spieler             | Verein               | Tore |
| ----------------- | ----------- | ------------------- | -------------------- | ---- |
| 1                 | Deutschland | Dominik Stroh-Engel | SV Darmstadt 98      | 27   |
| 2                 | Deutschland | Daniel Frahn        | RB Leipzig           | 19   |
| 3                 | Nigeria     | Kingsley Onuegbu    | MSV Duisburg         | 14   |
| 4                 | Deutschland | Dominik Kaiser      | RB Leipzig           | 13   |
| 4                 | Deutschland | Marc Schnatterer    | 1. FC Heidenheim     | 13   |
| 6                 | Deutschland | Marvin Ducksch      | Borussia Dortmund II | 12   |
| 6                 | Deutschland | Anton Fink          | Chemnitzer FC        | 12   |
| 6                 | Finnland    | Timo Furuholm       | Hallescher FC        | 12   |
| 6                 | Italien     | Vincenzo Marchese   | Stuttgarter Kickers  | 12   |
| 10                | Marokko     | Abdenour Amachaibou | SSV Jahn Regensburg  | 11   |
| 10                | Deutschland | Sören Bertram       | Hallescher FC        | 11   |
| 10                | Deutschland | Adriano Grimaldi    | VfL Osnabrück        | 11   |
| Quelle: kicker.de |             |                     |                      |      |

## Relegation
Die beiden Relegationsspiele zwischen dem Sechzehnten der 2. Bundesliga und dem Dritten der 3. Liga  wurden am 16. und 19. Mai 2014 ausgetragen.
| Datum                                                                          |                   | Ergebnis             |                   | Tore |
| ------------------------------------------------------------------------------ | ----------------- | -------------------- | ----------------- | --- |
| 16. Mai 2014                                                                   | SV Darmstadt 98   | 1:3 (0:2)            | Arminia Bielefeld | 0:1 Müller (22.), 0:2 Sahar (33.), 1:2 Ivana (65.), 1:3 Hille (85.)                                                             |
| 19. Mai 2014                                                                   | Arminia Bielefeld | 2:4 n. V. (1:3, 0:1) | SV Darmstadt 98   | 0:1 Stroh-Engel (23.), 0:2 Behrens (51.), 1:2 Burmeister (53.), 1:3 Gondorf (79.), 2:3 Przybyłko (110.), 2:4 da Costa (120.+2') |
| Gesamt:                                                                        | SV Darmstadt 98   | (a)5:5(a)            | Arminia Bielefeld | |
| Durch die Auswärtstorregel stieg der SV Darmstadt 98 in die 2. Bundesliga auf. |                   |                      |                   | |

## Spieler des Monats/Spieler des Jahres
Gemeinsam mit dfb.de führt die Internetplattform fussball.de die Wahl zum Drittliga-Spieler des Monats durch. Dabei nominieren die Trainer der 20 Mannschaften in den Kalendermonaten mit Spielbetrieb insgesamt fünf Spieler, von denen einer per Internet-Abstimmung zum Spieler des Monats gekürt wird. Zum Saisonende stehen die monatlichen Gewinner dann in einer weiteren Internet-Abstimmung zum Spieler des Jahres zur Wahl.
| August                          | September                        | Oktober                                 | November                      |
| ------------------------------- | -------------------------------- | --------------------------------------- | ----------------------------- |
| Kingsley Onuegbu (MSV Duisburg) | Michael Ratajczak (MSV Duisburg) | Odisseas Vlachodimos (VfB Stuttgart II) | Leonhard Haas (Hansa Rostock) |
| Dezember                        | Februar                          | März                                    | April                         |
| David Blacha (Hansa Rostock)    | Francky Sembolo (Hallescher FC)  | Michael Gardawski (MSV Duisburg)        | Daniel Frahn (RB Leipzig)     |

| Spieler des Jahres          |
| --------------------------- |
| Dominik Kaiser (RB Leipzig) |

## Stadien

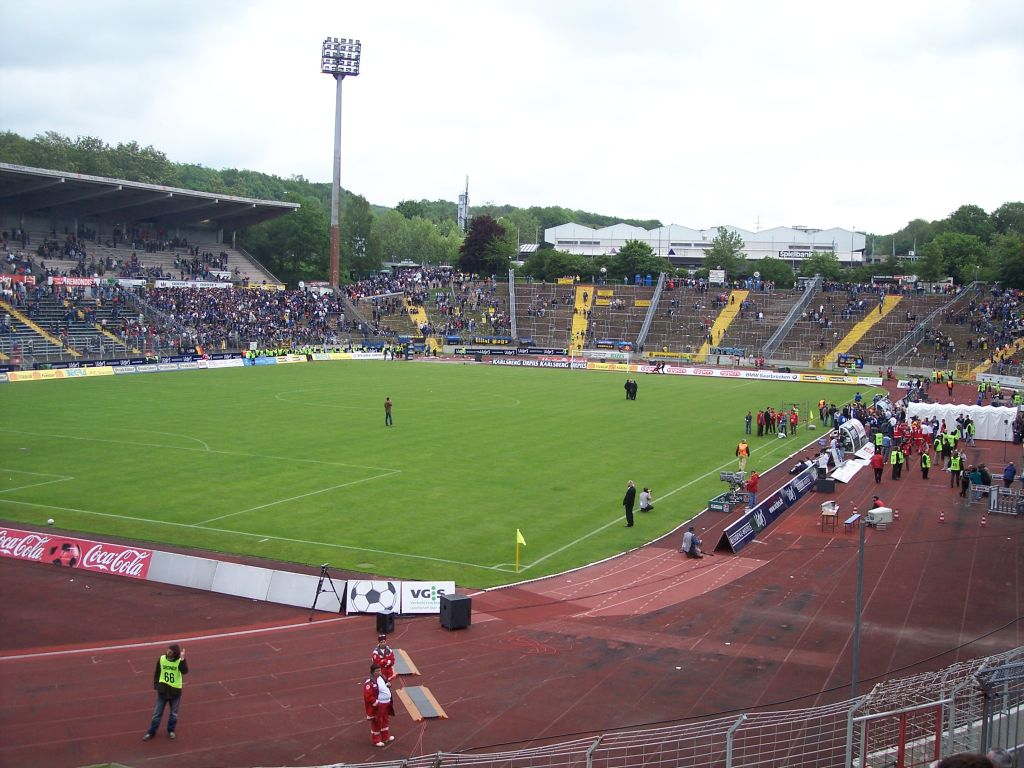
Das Ludwigsparkstadion in Saarbrücken.

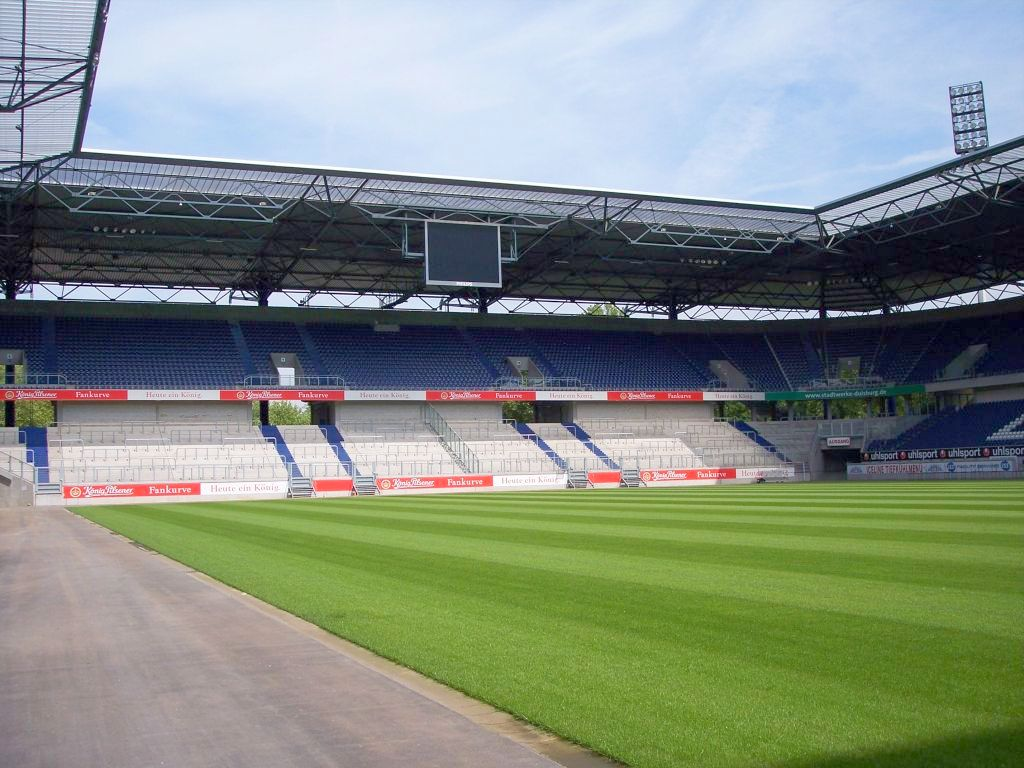
Die Schauinsland-Reisen-Arena in Duisburg.

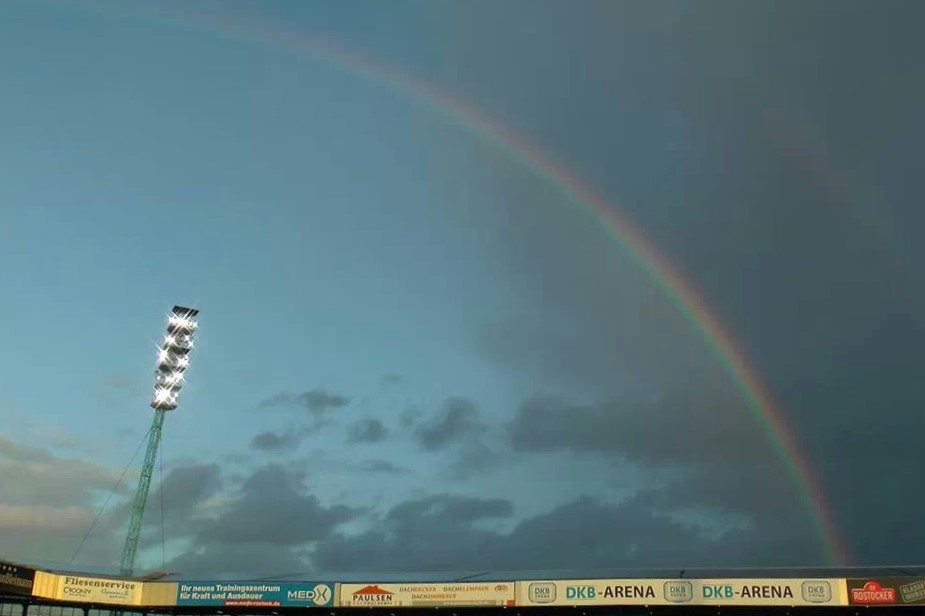
Das Ostseestadion in Flutlichtbetrieb.

| Verein               | Stadion (Sponsorenname)                       | Kapazität |
| -------------------- | --------------------------------------------- | --------- |
| RB Leipzig           | Red Bull Arena                                | 44.345    |
| 1. FC Saarbrücken    | Ludwigsparkstadion                            | 35.303    |
| MSV Duisburg         | Schauinsland-Reisen-Arena                     | 31.500    |
| Hansa Rostock        | Ostseestadion (DKB-Arena)                     | 29.000    |
| Borussia Dortmund II | Stadion Rote Erde                             | 25.000    |
| FC Rot-Weiß Erfurt   | Steigerwaldstadion                            | 19.439    |
| SV Darmstadt 98      | Stadion am Böllenfalltor                      | 19.000    |
| Chemnitzer FC        | Stadion an der Gellertstraße                  | 18.700    |
| VfL Osnabrück        | Bremer Brücke (osnatel-Arena)                 | 16.667    |
| Hallescher FC        | Erdgas Sportpark                              | 15.057    |
| SpVgg Unterhaching   | Sportpark Unterhaching (Alpenbauer Sportpark) | 15.053    |
| Preußen Münster      | Preußenstadion                                | 15.050    |
| 1. FC Heidenheim     | Voith-Arena                                   | 13.000    |
| SV Wehen Wiesbaden   | Brita-Arena                                   | 12.566    |
| SSV Jahn Regensburg  | Jahnstadion                                   | 12.500    |
| VfB Stuttgart II     | Gazi-Stadion auf der Waldau                   | 11.544    |
| Stuttgarter Kickers  | Gazi-Stadion auf der Waldau                   | 11.544    |
| Holstein Kiel        | Holstein-Stadion                              | 11.386    |
| Wacker Burghausen    | Wacker-Arena                                  | 10.000    |
| SV Elversberg        | Waldstadion Kaiserlinde 1                     | 10.000    |

## Sponsoren
| Verein               | Ausrüster | Hauptsponsor                              |
| -------------------- | --------- | ----------------------------------------- |
| 1. FC Heidenheim     | Nike      | Hartmann                                  |
| 1. FC Saarbrücken    | Nike      | Victor’s Residenz-Hotel; seit 2014: FORUM |
| Borussia Dortmund II | Puma      | Evonik                                    |
| Chemnitzer FC        | Adidas    | aetka                                     |
| Hansa Rostock        | Nike      | PALMBERG Büroeinrichtungen + Service GmbH |
| FC Rot-Weiß Erfurt   | Saller    | Thüringer Energie                         |
| Hallescher FC        | Masita    | Stadtwerke Halle                          |
| Holstein Kiel        | Adidas    | famila                                    |
| MSV Duisburg         | Nike      | Rheinpower                                |
| Preußen Münster      | Nike      | TUJA                                      |
| SpVgg Unterhaching   | Adidas    | Alpenbauer                                |
| SSV Jahn Regensburg  | Saller    | Händlmaier                                |
| Stuttgarter Kickers  | Uhlsport  | Subaru                                    |
| SV Darmstadt 98      | Nike      | Software AG                               |
| SV Elversberg        | Adidas    | Bromelain-POS                             |
| SV Wehen Wiesbaden   | Nike      | Brita                                     |
| RB Leipzig           | Adidas    | Red Bull                                  |
| VfB Stuttgart II     | Puma      | Mercedes-Benz Bank                        |
| VfL Osnabrück        | Adidas    | Coffee Perfect                            |
| Wacker Burghausen    | Hummel    | OMV                                       |

Anmerkungen:
1. ↑  Am 32. Spieltag trug Hansa Rostock die Tafeln auf dem Trikot.

## Wissenswertes
Die meisten Punkte (85) in einem Kalenderjahr sammelte der 1. FC Heidenheim im Jahr 2013. Diese Höchstmarke wurde erst im Jahr 2023 durch Dynamo Dresden (86 Zähler) überboten.